# François II Colas des Francs
François II Colas des Francs, natif d'Orléans au début du XVIe siècle et mort en cette ville le 26 octobre 1598. Il est un bourgeois issu d'une des plus grandes familles orléanaises et exerce plusieurs fonctions notables à Orléans. Malgré la crise due aux guerres de religion durant ses différents emplois, ses talents administratifs sont appréciés des rois successifs et des habitants qui le surnommèrent le Roi Colas,.

## Biographie

### Ascendance
Du côté paternel, le premier à s'établir à Orléans était son ancêtre, Nicolas Ier Colas, natif de Paris au début du XIVe siècle et conseiller du duc d'Orléans, Philippe de France. Son arrière grand père, Jean II Colas, était conseiller au parlement de Paris en 1436 et fut nommé commissaire le 20 avril 1458, pour le procès du duc d'Alençon. Son grand père, Colin Colas, échevin de la ville d'Orléans en 1479 et 1480, reçu le fief des Francs par son mariage avec Marguerite Laurens, fille d'Hervé Laurens, seigneur des Francs, lieutenant générale du gouverneur et bailli et présent lors du Siège d'Orléans. Son père, François Ier Colas des Francs, fut nommé plusieurs fois échevin d'Orléans entre 1503 et 1532 et épousa le 21 janvier 1511 Madeleine Bourgoing.
Du côté maternel, son grand père, Michel Bourgoing était bailli de Beaugency, écuyer, seigneur de Concire et conseiller du duc d'Orléans. Son arrière grand père, Florent Bourgoing était bailli de Dunois et lieutenant des eaux et forêts  d'Orléans. Pour sa fidélité et ses soins au derniers jours de la vie du comte Jean de Dunois, il fut désigné par celui-ci, l'un de ses exécuteurs testamentaires.

### Le noble bourgeois
François II Colas des Francs, étant le seul fils de François 1er Colas des Francs, exerça la même profession  que son père, celui de marchand. Il faisait partie d'une association de marchands nommé Communaulté des marchans fréquentans la rivière de Loyre et autres fleuves descendans en icelle, où il fut désigné délégué et receveur des deniers. Membre apprécié de la bourgeoisie d'Orléans, il fut nommé échevin en 1543, 1544, 1553,1554, 1559,1560, 1567 et 1568 , ensuite receveur des deniers communs de la ville d'Orléans de 1567 à 1569.
Mais aussi, il faisait partie de la noblesse, grâce à ses nombreux fiefs reçus en héritage, auxquels il dut rendre hommage et y perçut des censives.  Le 16 juillet 1530,  reçu par Provenchère, notaire au châtelet d'Orléans, il épousa par contrat Jeanne Durant, fille de François Durant, écuyer , seigneur de Bignon, cousine de germaine par sa mère Jeanne De La Saussaye, de l'évêque Mathurin De La Saussaye.
Jouissant d'une immense richesse, il décida de bâtir  à partir 1552, sur les dessins vraisemblablement de Jacques Ier Androuet-Ducerceau , d'un comptoir qui deviendra le Pavillon Colas des Francs.

### Le représentant catholique
A Orléans, l'influence protestante est grandissante, plusieurs délégués catholiques de la Communauté des marchands fréquentant la Loire changent de religion. Cependant François Colas des Francs reste catholique, et s'inquiétant pour l 'avenir de la communauté, il envoie deux lettres en 1564, l'une aux échevins de la ville pour une réélections des délégués, l'autre adressée au Chancelier demandant la sortie de sa charge. Il conservera sa charge et la quittera  que dix ans plus tard. 
Le roi Charles IX par un édit du 3 février 1564, promulgua la nomination d'un juge et des consuls des marchands pour la ville d'Orleans. Le 18 juin 1564 à Orléans, débuta l'élections des juges-consuls où la désignation des quatre consuls se passa sans problème, mais le choix du juge fut conflictuel entre les catholiques et les protestants. Les deux partis envoyèrent séparément un représentant à Paris, afin de connaître la décision du pouvoir royale. A leurs retours, le 2 septembre 1564, ces envoyés déclarèrent que la royauté était favorable pour la première année à un juge issue du clan catholique. Le choix du candidat fut alors unanime, et ils élurent François Colas des Francs. 

### Le maire d'Orléans
En 1575, il est élu maire d'Orléans pendant un an. Le 21 août, il accueillit avec les cérémonies ordinaires à la porte Bannier,  la reine Elisabeth d'Autriche, veuve de Charles IX, qui était de passage avant de se rendre à Amboise. Mais la souveraine, ne donna ni robes et ni livrées au maire et aux échevins comme il était d'usage. Il entreprit de rebâtir à ses frais l'arcade de la Cathédrale Sainte-Croix (qui fut sautée en partie dans la nuit du 23 au 24 mars 1568 par une petit troupe de huguenots) qui précède la porte de l'Evêque.

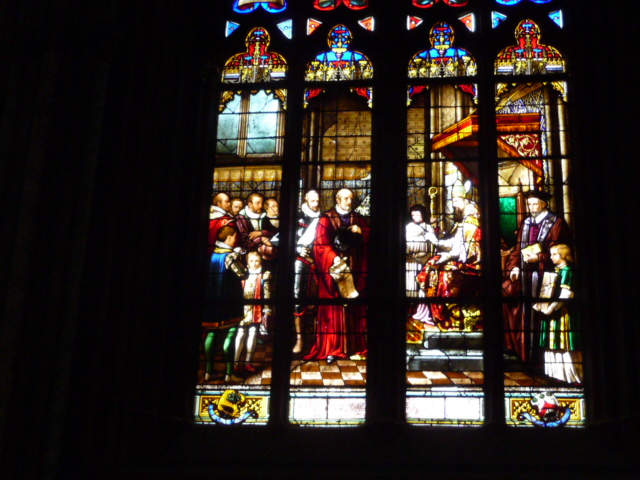
La Cathédrale Ste-Croix - Vitrail de Lobin (1864) (Le Maire Colas des Francs, offre à l'évêque Mathurin de La Saussaye (son cousin par alliance) de restaurer une chapelle) (1575)'.

En 1580, il reprend le même poste, mais il va rester plus longtemps. A la fin de cette année la ville fut frappée par une épidémie de coqueluche, il décida avec les échevins, de construire un hôpital proche du cimetière,  appelé Sanitas. 
En 1581, suite aux lettres-patentes roi Henri III, il va pouvoir finaliser la destruction d'une ancienne grande maison, et satisfaire les catholiques qu'ils l'avaient brulée en 1569, car elle servait de prêche aux protestants, pour y créer une place. Le 24 juillet , il va favorisé les marchands de vin en obtenant du souverain, la suppression des courtiers jaugeurs. Il va accroître les pouvoirs du maire et des échevins, par le rétablissement dans la juridiction relative aux chaussées, turcies et levée de la province, moyennant le remboursement de la charge, par arrêt du conseil d'état, du 4 septembre.

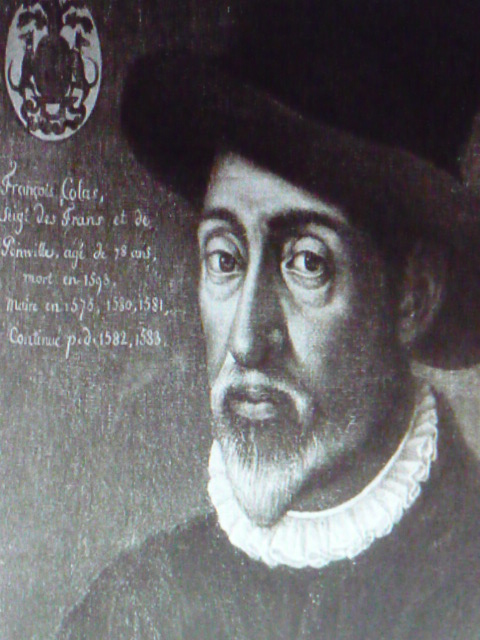
François Colas, seigneur des Frans et de Poinville, âgé de 78 ans, mort en 1598. Maire en 1575, 1580, 1581, continué p. d. 1582, 1583" [en buste, de trois quarts]

En 1582, il doit la continuité de son mandat grâce à l'envoie d'une lettre du roi Henri III, reconnaissant de ses nombreux services, aux habitants d'Orléans où il écrit :

« Chers et bien aymez,
Pour ce que le temps s'approche qu'avez accoustumé [...]pour par nous eslire et retenir un en la charge de maire, [...] nous avons advisé vous faire la présente, pour vous dire et ordonner que, [...] le sieur Des Francs, à présent maire, [...] qu'il continuera au bien de notre service et de votre communauté; et  à ce ne faites point de faute, car tel est notre bon plaisir. »

— Extrait de la la lettre d'Henri III adressée aux habitants d'Orleans du 11 Février 1582.
Le 22 février, il fait une manifestation d'acte de charité, car avec les échevins, ils vont distribuer  plusieurs barils de harengs, de maquereaux, d'huile de noix et de pois aux différents ordres mendiants de la ville. Mais son pouvoir de police et de justice sera contesté par le prévôt, Germain Rebours, qui considère qu'un marchand ne peut pas exercer des charges de polices.  Le roi va favoriser en partie le prévôt, car après l'envoie des ses officiels, pour recevoir et régler les comptes municipales, le 27 octobre, il va imposer aux maire et échevins de rendre leurs comptes à ses représentants de justice, mais en présence du clergé, des officiers  et des notables bourgeois de la ville. 
En 1583, il va participer à la réformation de la loi coutumière en tant que député pour le Tiers état, mais aussi pour la Noblesse à cause de son fief de Poinville.

### Fin de vie
Après ses mandats, il n'y aura plus d'événements marquant, sauf en octobre 1588, où il va se déplacer à Blois pour avertir le duc de Guise, de la trahison de Balsac d'Entragues. Il décède le 26 octobre 1598 et il fut inhumé dans l'église Saint-Paul d'Orléans en l'aile dite de Saint-Michel.

### Descendances[16],[35],[36]
De son Mariage avec Jeanne Durant, il eut huit enfants : 
1. Robert, seigneur Chanterenne, auteur de la branche aînée;
2. Michel, seigneur de la Borde, échevin d'Orleans de 1584 et 1585, auteur de la branche Colas de la Borde;
3. François, seigneur de Marolles grâce à son mariage, le 19 mai 1573 avec Marie Paulmier, Dame de Marolles, auteur de la branche Colas de Marolles et dont ses descendants seront les auteurs des Branches Colas d'Anjouan et Colas de Rocheplatte;
4. Claude, seigneur de Malmusse, auteur de la branche Colas de Malmusse;
5. Jacques, seigneur de Jouy, maire d'Orléans en 1622 et 1623, auteur de la branche Colas de Jouy;
6. Gilles, seigneur de Senneville, conseiller en la Cour des aides de Paris, puis maître des requêtes ordinaire de l'hôtel du roi, auteur de la branche Colas de Senneville;
7. Anne, épousa le 30 mars 1559, Jean Lemaire, seigneur des Muids et d'Erdeville, conseiller aux bailliage et siège présidial d'Orléans;
8. Marguerite, épouse de Mathieu Buyer, conseiller du roi, auditeur de sa chambres des comptes à Paris.

## Blason
D’or, au chêne de sinople, terrassé de même, au sanglier passant de sable et brochant sur le fût de l’arbre.
Devise : Ulterius Ardet  (Il brûle d'aller plus loin).

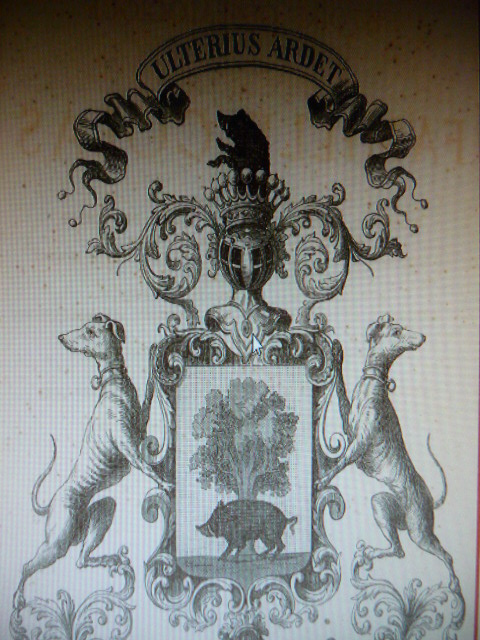
Blason de la famille des Colas des Francs.

### Articles Connexes
- Liste des maires d'Orléans
- Pavillon Colas des Francs